# دوري كرة القدم النرويجي الدرجة الأولى 1985
دوري كرة القدم النرويجي الدرجة الأولى 1985 (بالنرويجية: 2. divisjon fotball for menn 1985) هو الموسم 37 من الدوري النرويجي الدرجة الأولى. أشرف على تنظيمه اتحاد النرويج لكرة القدم، وكان عدد الأندية المشاركة فيه 24، وفاز فيه Hamarkameratene ‏.